# 미하일 3세
미하일 3세 메시소스(그리스어: Μιχαήλ Γ' ο Μέθυσος, 840년 1월 19일 - 867년 9월 24일)는 842년부터 867년까지 동로마 제국의 황제였다. 메시소스는 '술주정뱅이'라는 뜻이다. 어린 나이에 제위에 올라 그는 재위기간 중 여러 명의 섭정과 권력자의 영향력 아래에 있었고 말년에는 술독에 빠져 주정뱅이 황제라는 오명까지 들었지만 그의 치세 동안 동로마 제국은 이슬람을 상대로 승리를 많이 거두었고 슬라브족을 기독교화했다.

## 생애

미하일 3세 사후 동로마 제국

미하일은 840년 황제 테오필로스와 테오도라사이에서 태어났다. 태어나자마자 아버지에 의해 공동 황제로 지명되었고 842년 아버지가 죽자 두 살의 나이로 황제가 되어서 어머니 테오도라가 그를 대신하여 통치를 시작했다.
어린 시절 어머니가 대신 통치할 때는 테오도라와 환관 테옥티스토스의 영향력 하에 있었다. 그가 아직 어린 아이였을 때 어머니는 테옥티스토스와 함께 제2차 성상 파괴를 끝내고 성상 공경을 부활시켰다. 그러나 동로마 제국은 크레타와 시리아 북부에서 압바스 왕조에 밀렸고 파울리키아파에 대한 대대적인 박해로 동쪽 변방에 대한 방위가 어려워졌다.
미하일은 유도키아 잉게리나라는 여자와 사랑에 빠졌는데 어머니는 스칸디나비아 출신의 그녀를 맘에 들지 않아 했고 미하일과 그녀를 강제로 헤어지게 하고 유도키아 데카폴리타나라는 처녀와 결혼시켰다. 그러나 미카엘은 평생 잉게리나를 곁에 두고 관계를 가졌다.
미하일이 장성 함에도 불구하고 어머니 테오도라는 권력을 놓지 않았고 아들과 갈등을 빚었다. 미하일은 테옥티스토스와 사이가 벌어진 삼촌 바르다스와 손을 잡고 855년 테옥티스토스를 죽이고 이듬해에는 어머니를 쫓아내고 친정을 시작했다. 그러나 제국의 통치는 사살상 삼촌 바르다스의 손에 넘어갔다.
바르다스가 실권을 잡은 이후에 제국은 유프라테스 강을 건너 아랍군을 몰아내는 승리를 거두었고 859년에는 황제가 직접 원정군을 지휘하여 승리를 거두었다. 그러나 860년 루스족이 콘스탄티노폴리스를 침공하여 원정을 거두고 돌아와야 했다.

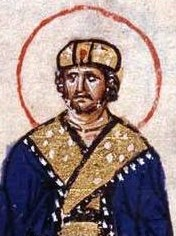
미카엘 3세

삼촌 바르다스의 영향력은 더욱 크게 되어 바르다스는 완고한 콘스탄티노폴리스 총대주교 이그나티우스를 물러나게 하고 후임으로 박식한 포티우스를 임명했다. 그러나 이 일로 인해 교황 니콜라오 1세와 콘스탄티노폴리스 교회와의 사이가 벌어졌다. 키릴루스와 메토디우스 형제가 모라바의 불가르족과 슬라브족에 대한 선교를 시작한것도 바로 이 무렵이었다.
이 무렵 바르다스는 사실상의 황제의 권력을 행사했는데 바르다스는 유능하게 제국을 관리했고 미카엘의 재위 말기에는 항상 술에 취해 있었으므로 다음 제위는 바르다스에게 돌아갈 것만 같았다.
그러나 황제의 측근 중에 아르메니아 출신의 농부인 바실리오스라는 인물이 황제의 총애를 받았고 그는 황궁에 들어와 초고속 승진을 거듭하여 시종장이 되었고 황제에 대한 영향력이 커졌다.
미카엘은 첫사랑인 에우도키아 잉게리나를 바실리오스와 결혼하게 하여 그녀를 황궁으로 끌어들였다. (이 때 미하일은 잉게리나와 계속 관계를 맺은 것으로 보이며 잉게리나가 866년 9월 19일에 낳은 아들 레온은 사실 바실리오스의 아들이 아니라 미하일의 아들이라는 설이 있다.)
바실리오스는 점점 그 야망을 펼쳐 막강한 바르다스를 몰아내고 연약한 미하일을 대신해 황제가 되려는 음모를 꾸몄다.
866년 바르다스는 아직까지 수복하지 못한 크레타 섬에 대한 원정을 벌였는데 밀레투스 부근에서 바실리오스에게 암살당했다.
이 때 미하일이 암살에 관여했는지는 분명치 않으나 후속 사태를 보면 아마도 관여한 것으로 보인다. 이 일 이후에 바실리오스에 대한 미하일의 총애는 더욱 커져 그를 공동황제로 임명했다. 그러나 미하일은 술독에 빠져 살았고 항상 전차경주만 생각했고 공동황제인 바실리오스의 간섭을 싫어하게 되었다.
결국 바실리오스는 바르다스를 죽일 때처럼 음모를 꾸몄고 867년 9월 24일 잠자고 있는 미하일을 침실에서 암살했고 스스로 단독 황제가 되었다.

## 같이 보기
- 동로마 황제